# 1116
1116 (MCXVI) a fost un an bisect al calendarului iulian.

## Evenimente
- 6 februarie: Contele Ramon Berenguer al III-lea de Barcelona recucerește Mallorca de la musulmani.
- 6 martie: Deschiderea conciliului de la Lateran; papa Pascal al II-lea eșuează în a-și impune punctul de vedere în chestiunea învestiturii.
- 15 mai: Împăratul Henric al V-lea confirmă privilegiile orașului italian Bologna.

### Nedatate
- Aztecii părăsesc Aztlan, căutând o locație pentru ceea ce va deveni mai târziu Tenochtitlan.
- După construirea fortărețelor de la Val-Moyse și Montreal dincolo de valea Iordanului, regele Balduin I al Ierusalimului ocupă portul Ailah de la Marea Roșie și taie căile de comunicație dintre Siria și Egipt; obține numeroase resurse prin taxarea caravanelor din regiune.
- În urma victoriei de la Philomelion, împăratul Alexios I Comnen impune selgiucizilor din Rum un tratat avantajos Bizanțului.
- Regele Balduin I al Ierusalimului întreprinde o campanie împotriva Egiptului.
- Roger de Salerno, principele de Antiohia, controlează toate rutele care duc la Alep și ocupă toate fortărețele care înconjoară orașul, solicitând taxe tuturor pelerinilor musulmani în drum spre Mecca.
- Sub conducerea reginei Teresa, portughezii ocupă două castele din Galicia, Tui și Ourense; ca răspuns, Urraca, regina Castiliei și Leonului și soră a Teresei, atacă Portugalia.
- Victorie a kievenilor conduși de Iaropolk asupra cumanilor în regiunea Donului.

## Arte, Știință, Literatură și Filozofie
- Călugărul rus Silvestru reface "Cronica vremilor de demult", sub influența cneazului Vladimir al II-lea "Monomahul".
- Este introdusă muzica de tip "Aak" la curtea împăratului chinez Huizong din dinastia Song.
- Filosoful Pierre Abelard se retrage la Saint-Denis.
- Începe construcția la templul Chennakesava, în India, dedicat zeului Vișnu.

## Înscăunări
- 3 februarie: Ștefan al II-lea, rege al Ungariei (1116-1131)
- Mas'ud I, sultan selgiucid de Rum (1116-1155), cu capitala la Konya.

## Nașteri
- dată necunoscută: Anvari  (d. 1190)
- dată necunoscută: Ibn al-Jawzi  (d. 1200)
- dată necunoscută: Alice de Namur  (d. 1169)

## Decese
- 3 februarie: Coloman I, rege al Ungariei (n. cca. 1074)
- 25 februarie: Robert de Arbrissel, predicator itinerant și întemeietor al Abației Fontevrault (n. ca. 1045).
- Malik Șah, sultan selgiucid de Rum (n. ?)